# Papieska Rada ds. Duszpasterstwa Służby Zdrowia
Papieska Rada do spraw Duszpasterstwa Służby Zdrowia (łac. Pontificium Consilium pro Valetudinis Administris) – była dykasteria kurii rzymskiej działająca przy Stolicy Apostolskiej. Doradzała papieżowi w sprawach bioetycznych i duszpasterstwa pracowników służby zdrowia i pacjentów.

## Nazwa
Zgodnie z konstytucją apostolską Pastor Bonus z 1988 papieska rada nosi oficjalną nazwę "Papieska Rada do spraw Duszpasterstwa Służby Zdrowia" (łac. Pontificium Consilium de Apostolatu pro Valetudinis Administris, wł. Pontificio Consiglio della Pastorale per gli Operatori Sanitari, ang. Pontifical Council for the Pastoral Assistance to Health Care Workers, niem. Päpstlicher Rat für die Pastoral im Krankendienst, fr. Conseil Pontifical pour la Pastorale des Services de la Santé).

## Historia
Jan Paweł II na mocy motu proprio Dolentium Hominum z 11 lutego 1985 powołał do życia Papieską Komisję do spraw Duszpasterstwa Służby Zdrowia (łac. Pontificia Commissio de Apostolatu pro Valetudinis Administris, wł. Pontificia Commissione per la pastorale degli Operatori Sanitari). Trzy lata później, na mocy konstytucji apostolskiej Pastor Bonus z 28 czerwca 1988, podniósł papieską komisję do rangi papieskiej rady.
Z dniem 1 stycznia 2017 jej kompetencje przejęła nowo utworzona Dykasteria ds. Integralnego Rozwoju Człowieka.

## Poprzedni przewodniczący Rady
- Fiorenzo Angelini (1985–1996)
- Javier Lozano Barragán (1997–2009)
- Zygmunt Zimowski (2009–2016)